# Karlshamn (dagstidning)
Karlshamn var en dagstidning som gavs ut i Karlshamn från den 16 december 1871 till den 29 september 1928. Tidningens fullständiga titel var  Karlshamn / Tidning för Blekinge län till 1913, sedan under editionstiden Karlshamn / Blekinge läns tidnings Karlshamnsupplaga 1913–1914, från 1914 var titeln enbart Karlshamn.
Tidningen Karlshamns historia började med tidningen Carlshamn 1864–1867. Denna tidning fick efterföljaren Nya Carlshamnsposten 1867–1871 innan tidningen 1871 återtog titeln Karlshamn, då stavat med K, från år 1874

## Redaktion
Redaktionsort var Karlshamn fram till 28 november 1913 då Karlshamn blev edition till Blekinge Läns tidning från 1 december 1913 till 2 november 1914. Blekinge Läns Tidning var närstående tidning från 3 november 1914 till 29 september 1928. Redaktionen fortsatte i Karlskrona till nedläggningen 29 september 1928. Den politiska tendensen hos tidningen var liberal fram till 1920 och därefter frisinnad. År 1928 gick tidningen upp i Karlshamns-Tidningen. Dess siste huvudredaktör var från 1927 Karl Edvard Jönsson. Tidningen gavs ut två dagar i veckan från 1871, onsdag och lördag och tre dagar i veckan från 1890 till 1913, måndag, onsdag och fredag. 1913 blev den sexdagarstidning som kom på morgonen.
Periodiska bilagor till tidningen var 1871–1907 en följetongsbilaga. 1893 till 1909 åtföljde bilagan För stilla stunder tidningen en gång per månad och 1909–1913 hade denna ersatts av Missionsblad för Blekinge
| Period                 | Ansvarig utgivare    | Titel        | Period                 | Redaktör                 |
| 1871-12-16--1913-11-25 | Lagerblad, E. O.     | boktryckaren | 1871--1891             | Björkman, Lorens Emanuel |
| 1871-12-16--1913-11-25 | Lagerblad, E. O.     | boktryckaren | 1891--1897             | Stenbäck, Ture           |
| 1871-12-16--1913-11-25 | Lagerblad, E. O.     | boktryckaren | 1897-01-03--1913-11-28 | Lagerblad, Oskar Fredrik |
| 1913-11-26--1914-07-27 | Alström, Olof        | redaktören   | 1913-11-29--1914-07-18 | Alström, Olof            |
| 1914-07-28--1927-02-17 | Lindberg, Bengt Erik | redaktören   | 1914-07-20--1927-02-22 | Lindberg, Bengt          |
| 1927-02-18--1928-09-29 | Jaensson, Johan      | direktören   | 1927-02-23--1927-02-28 | Ljungquist, David        |
| 1927-02-18--1928-09-29 | Jaensson, Johan      | direktören   | 1927-03-01--1928-09-29 | Jönsson, Edvard          |

## Tryckning
Förlag hette från 3 januari 1872 till 28 november 1913 Nya tryckeribolaget i Karlshamn. Uppgiften år något osäker, men har hämtats från Pressens Tidning 1924:1, s.5 och Lundstedt del 3: post 609. Från 1 december 1913 blev Aktiebolaget Blekinge läns tidning i Karlskrona förlag fram till nedläggningen.
Tidningen hade bara en färg (svart) som trycktes på stora satsytor, formatet blev mindre efter att BLT tog över tryckningen. 1913–1928 var formatet 52 x 38 cm. Innan dess varierade den mera i storlek, troligen en effekt av att BLT använde rotationspress. Upplagan var mellan 2500 och 3000 exemplar hela utgivningen. Sidantalet i tidningen var 4 sidor till 1913, sedan 6-8 sidor till 1928, det vill säga ett eller två dubbelvikta ark. Fram till 1913 trycktes tidningen på båda sidorna av ett ark som veks, typsnitt var antikva och frakturstil till 30 december 1885, sedan enbart antikva. Priset för tidningen var 6 kr före 1900, sedan 5 kronor från 1900, det ökade 1919 till 12 kronor men låg sen stabilt på 14 kronor 1920–1928.
| Period                | Tryckeri                                             | Ort        |
| 1871-12-16–1872-01-03 | Tryckeribolagets officin                             |            |
| 1872-01-03–1913-11-28 | Nya tryckeribolaget                                  | Karlshamn  |
| 1913-12-01–1918-06-29 | K. L. Svenssons efterträdares bokindustri aktiebolag | Karlskrona |
| 1918-07-01–1928-09-29 | Aktiebolaget Blekinge läns tidning                   | Karlskrona |